# Xã Willey, Quận Sargent, Bắc Dakota
Xã Willey (tiếng Anh: Willey Township) là một xã thuộc quận Sargent, tiểu bang Bắc Dakota, Hoa Kỳ. Năm 2010, dân số của xã này là 100 người.